# 젤코 콤시치

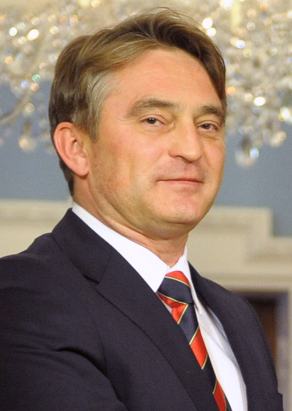
젤코 콤시치의 모습

젤코 콤시치(크로아티아어: Željko Komšić, 1964년 ~)는 보스니아 헤르체고비나의 대통령이다.
2006년 10월 보스니아 헤르체고비나 대통령 선거에서 보스니아 헤르체고비나의 크로아티아계 출신의 대통령으로 선출되었다.